# Georg Jellinek

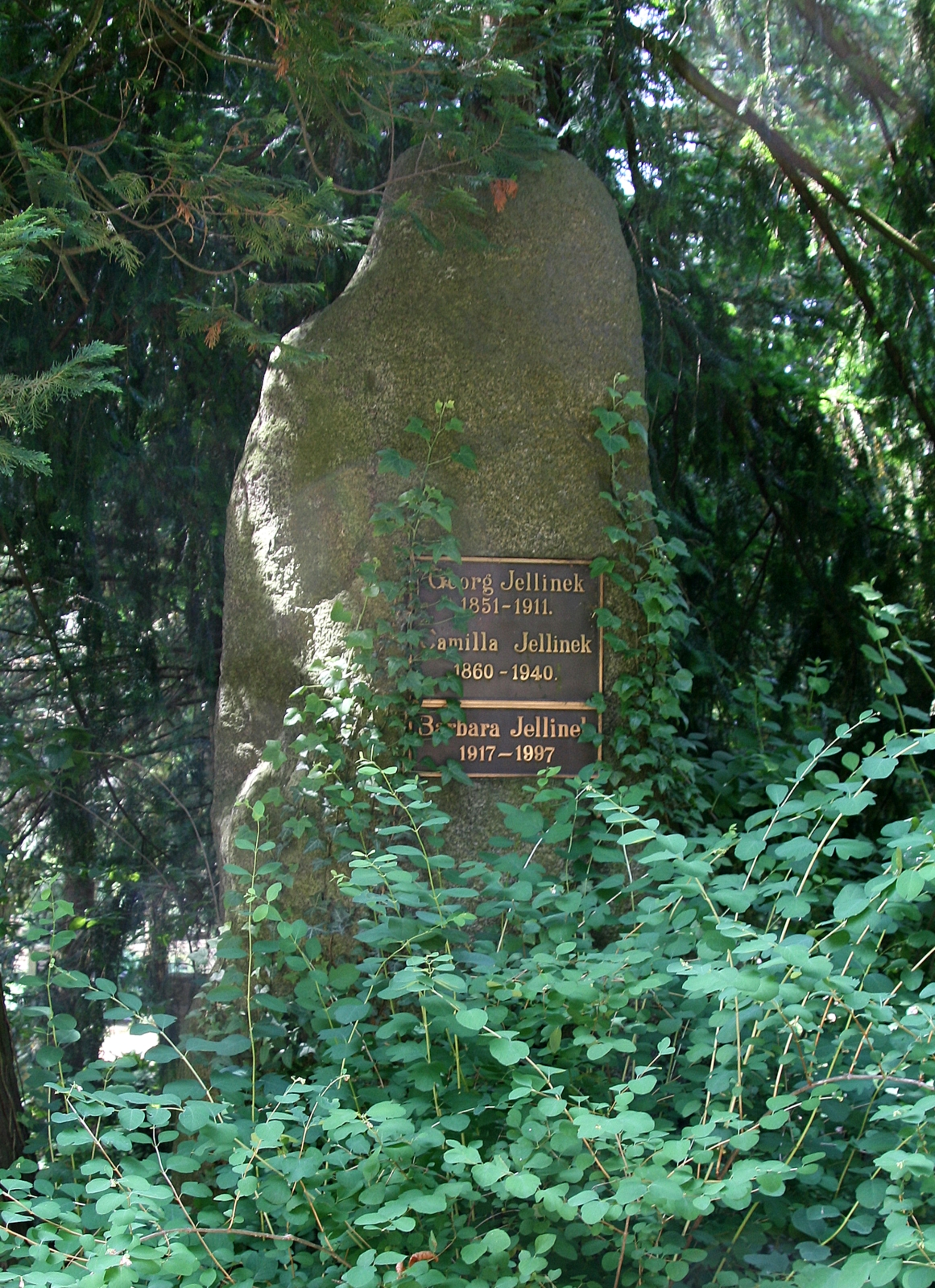
La seva tomba a Heidelberg

Georg Jellinek (16 de juny de 1851, Leipzig – 12 de gener de 1911, Heidelberg) va ser un professor de Dret alemany d'origen austríac. Junt amb Hans Kelsen i l'hongarès Félix Somló pertany al grup dels positivistes legals austríacs.
Des de 1867, Jellinek va estudiar Dret, història de l'art i filosofia a la Universitat de Viena. Era fill del rabí jueu Adolf Jellinek i germà de l'empresari de Mercedes-Benz Emil Jellinek.
Jellinek és ben conegut pel seu assaig La Declaració dels Drets de l'Home i del Ciutadà (1895), on exposa una teoria universal dels drets com oposada als arguments d'especificitat culturals i nacionals, aleshores en voga (particularment els d'Émile Boutmy). Jellinek exposà que la Revolució francesa, la qual va ser el punt focal de la teoria política del segle xix, no es podia veure com sortida purament de la tradició francesa (especialment la tradició per de les idees de Jean-Jacques Rousseau) sinó anàloga estretament a les idees dels moviments revolucionaris d'Anglaterra i els Estats Units.

## Obres
- Die Weltanschauungen Leibnitz’ und Schopenhauer’s: Ihre Gründe und ihre Berechtigung. Eine Studie über Optimismus und Pessimismus. Hölder, Wien 1872 (phil. Dissertation, Universität Leipzig; Digitalisat).
- Die Lehre von den Staatenverbindungen. Haering, Berlin 1882 (Digitalisat).
- Die socialethische Bedeutung von Recht, Unrecht und Strafe. Hölder, Wien 1878 (Digitalisat).
- Die rechtliche Natur der Staatenverträge: Ein Beitrag zur juristischen Construction des Völkerrechts. Hölder, Wien 1880 (Digitalisat).
- Österreich-Ungarn und Rumänien in der Donaufrage: Eine völkerrechtliche Untersuchung. Hölder, Wien 1884 (Digitalisat).
- Gesetz und Verordnung: Staatsrechtliche Untersuchungen auf rechtsgeschichtlicher und rechtsvergleichender Grundlage. Mohr, Freiburg im Breisgau 1887 (Digitalisat).
- System der subjektiven öffentlichen Rechte. Mohr, Freiburg im Breisgau 1892 (Digitalisat).
- Allgemeine Staatslehre (= Recht des modernen Staates. Bd. 1). Berlin 1900; 2. Auflage 1905 (Digitalisat); 3. Auflage 1914 (Digitalisat).